# Lesley Hamerton
Lesley Hamerton, coniugata Divers (15 novembre 1949), è un'ex cestista canadese.
È la figlia di Bob Hamerton.

## Carriera
Con il Canada ha disputato i Campionati del mondo del 1971, segnando 19 punti in 8 partite.
Nel 1991 è stata introdotta nella Manitoba Basketball Hall of Fame.